# Ambassade de France à Chypre
L'ambassade de France à Chypre est la représentation diplomatique de la République française auprès de la république de Chypre. Elle est située à Nicosie, la capitale du pays, et son ambassadrice est, depuis 2020, Salina Grenet-Catalano.

## Ambassade
L'ambassade est située rue Saktouri, à Nicosie, dans le quartier d'Engomi, où se trouvent les ambassades des États-Unis, des Pays-Bas, d'Autriche, d'Égypte et de Russie. Elle accueille aussi une section consulaire.

## Histoire
L'ambassade de France se trouve depuis 2006 dans le centre-ville de Nicosie. Elle a dû déménager après les événements de 1974 qui ont conduit à la partition de l'île et de la capitale, car elle se trouvait alors sur la « Ligne verte ».

## Ambassadeurs de France à Chypre
| De   | À    | Ambassadeur                                    |
| ---- | ---- | ---------------------------------------------- |
| 1961 | 1963 | Louis Keller                                   |
| 1963 | 1967 | Christian Marcotte de Sainte-Marie             |
| 1967 | 1969 | René Servoise                                  |
| 1969 | 1972 | Jean de Garnier des Garets                     |
| 1972 | 1973 | Albert Vanthier                                |
| 1973 | 1976 | Alain Chaillous                                |
| 1976 | 1982 | Philippe Olivier                               |
| 1982 | 1984 | Dimitri de Favitski                            |
| 1984 | 1989 | Jean-Dominique Paolini                         |
| 1989 | 1991 | Daniel Husson                                  |
| 1991 | 1993 | Pierre Couturier                               |
| 1993 | 1995 | Gérald Pavret de La Rochefordière              |
| 1995 | 1998 | Henry Jacolin                                  |
| 1998 | 2001 | Jean-Bernard de Vaivre                         |
| 2001 | 2003 | Jacques Depaigne                               |
| 2003 | 2007 | Hadelin de La Tour du Pin Chambly de La Charce |
| 2007 | 2009 | Nicolas Galey                                  |
| 2009 | 2012 | Jean-Marc Rives                                |
| 2012 | 2015 | Jean-Luc Florent                               |
| 2015 | 2019 | René Troccaz                                   |
| 2019 | 2020 | Isabelle Dumont                                |
| 2020 | 2020 | Audrey Pions, chargée d'affaires a. i.         |
| 2020 | auj. | Salina Grenet-Catalano                         |

## Relations diplomatiques
Les relations entre Chypre et la France sont très anciennes. Durant la période des Francs, les deux cultures ont été liées : l'architecture gothique a été introduite sur l'île au XIIIe siècle et, parallèlement, plusieurs variétés de raisin cultivées à Chypre ont été rapportées vers la France, les vins chypriotes étaient alors fort prisés à la Cour. Les Lusignan, qui ont régné sur l'île au temps des Croisades, étaient originaires du Poitou. En 1571, Chypre passe sous le contrôle de la Sublime Porte, les relations diplomatiques avec la France concernent dès lors l'Empire ottoman. Cependant, en tant qu'une des Échelles du Levant, son activité commerciale dépend directement du roi de France. Il revient d'ailleurs à Colbert de réformer l'administration des Échelles afin de redonner au commerce français son essor.
L'intérêt croissant pour le Levant favorise l'implantation des Français à Chypre. En 1676 est ouvert un premier consulat. Pendant deux siècles se succèderont des dizaines de consuls, dans le petit port de Larnaca, devenu le centre commercial de l'île de Chypre, placé sous la souveraineté du sultan de Constantinople. Charles de Montgrand y restera dix ans dans les années 1730. Les quelques marchands qui y résident se déchirent pour des rivalités commerciales. Cette petite communauté française vit sur une île alors dangereuse. Ange-Nicolas de Gardane, consul de 1748 à 1755, avait porté haut et ferme le drapeau de la France, lorsque la piraterie désolait la Méditerranée et qu'il avait, dit-on, fondu sa vaisselle et vendu les bijoux de sa femme pour armer des vaisseaux contre les ennemis du commerce français.
Benoît Astier fut en poste de 1755 à 1794 : sa place était primordiale comme centre d'observation de la croisière de guerre, entre Turcs et Anglais. La colonie, surtout composée de Provençaux, comptait une trentaine de personnes et fonctionnait comme une petite république, gérée par le consul qui assurait leur défense ainsi que la correspondance avec l'ambassade à Constantinople Il géra aussi avec attention un commerce qui se basait essentiellement sur le vin et les fleurs. La Révolution française vient modifier sérieusement la situation : la colonisation des îles Ioniennes par la France force le nouveau consul, Henri Mure, à assurer la protection de leurs ressortissants. Mais après l'invasion de l'Égypte par la flotte française, la position de la colonie française de Chypre devient périlleuse et le consulat est entouré de soldats venus de Nicosie. Mure restera prisonnier des Turcs deux années. Son successeur, le chevalier Joseph de Regnault, verra son consulat promu au statut de Commissariat de Chypre, avec des tâches politiques mais aussi d'intelligence militaire. Lors de la révolte sociale de 1804, il joua un rôle de médiateur de premier plan et laissa les pachas turcs rétablir le calme.
La tâche de Jérôme Méchain, ancien de l'expédition française en Égypte, nommé à la suite de Régnault de 1820 à 1829, est marqué par les difficultés de soutenir un commerce actif avec l'Europe malgré les vexations provoquées par la guerre d'indépendance grecque. C'est le doyen de tous les consuls, Alexandre Pillavoine, qui prend la suite, après avoir été en poste à Saint-Jean d'Acre, Alep, Baltimore et Philadelphie entre 1802 et 1831. Il est remplacé par Louis-Édouard Gauttier d'Arc, qui se disait descendant du frère de « la pucelle », ami de George Sand et de Gérard de Nerval, puis par Alphonse Bossu, qui dut rendre compte de l'origine et de la nature des biens immobiliers obtenus par des Français au cours des dernières décennies, qui représentait la quasi-totalité des édifices de la ville. Vasse-Saint-Ouen, ancien consul à Odessa, et Maxime Raybaud, officier d'artillerie de 1813 à 1820, ne firent qu'un rapide passage au consulat de Larnaca, dans une période d'instabilité politique, l'île étant partagée entre des sentiments hellènes et ottomans.
À la fin de la Monarchie de Juillet, Dagobert Fourcade et Théodore Goepp ne purent qu'assister, impuissants, au retrait de l'échelle de Larnaca de l'itinéraire des paquebots des Messageries nationales. Alors que jusqu'au début du XIXe siècle, le port était un véritable entrepôt des marchandises de la Syrie et de la Caramanie, venues de Jaffa, Caïpha, Beyrouth, Tripoli ou Alexandrette, répandant de larges bénéfices, la répression que l'affranchissement de la Grèce provoqua chez les Turcs se fit cruellement sentir à Chypre, dont le commerce s'appauvrit encore.
Alors que la guerre de Crimée fait rage, la situation politique évolue à Chypre. Les chrétiens du conseil sont désormais tous grecs et l'influence française diminue, les divers consuls, Doazan, Darasse ou du Tour, n'ayant eu qu'un rôle minime à jouer. Lorsqu'arrive le comte François Dumesnil de Maricourt en mars 1862, il ne peut que constater le déclin de l'influence française au profit de celle de l'Angleterre. Fort d'une longue carrière diplomatique, il se passionne pour les antiquités chypriotes. Il mourut du choléra en 1865. C'est à partir de là que vont s'accélérer les missions archéologiques, souvent conduites sous le contrôle du consulat. Le comte Tiburce Colonna-Ceccaldi, présent de 1866 à 1872, conduira plusieurs missions de recherche, assisté de son frère Georges, auteur de plusieurs ouvrages sur l'archéologie chypriote. Il découvre en particulier la « Dame de Trikomo », statue aujourd'hui exposée au Louvre . lL baron Pierre Dubreuil, en poste de 1874 à 1878, ne semble pas s'être intéressé à l'archéologie locale, au contraire de ses successeurs Auguste Dozon et Eugène de Castillon-Saint-Victor (1881-1889).
Depuis l'ouverture du canal de Suez, en 1869, l'île de Chypre voit son trafic croître à nouveau, lui donnant une valeur géoéconomique et stratégique de première importance. Sur la route de la soie des Indes, l'île représente pour les Britanniques un point de contrôle vers l'Océan Indien. Des tractations secrètes aboutissent à l'accord de Constantinople du 4 juin 1878, qui accorde aux Britanniques le droit d'occuper et d'administrer Chypre, l'île demeurant néanmoins sous souveraineté ottomane. Cet accord provoque peu de changements au sein du consulat français, qui continue d'en rapporter à l'Ambassade de Turquie. Les recherches archéologiques deviennent désormais une des principales missions consulaires. Émile Boysset, consul de 1891 à 1900, et Edmond Hippeau, ont constitué d'importantes collections transmises à divers musées français. Ce dernier apportera aussi beaucoup d'enthousiasme à la diffusion de la langue française à Chypre qui avait peine à s'imposer au long du XIXe siècle. Il s’appuya sur des Chypriotes, amis de la France, et encouragea leurs desseins de développer la langue française dans l’enseignement chypriote qui était en cours de réorganisation. C’est ainsi que le français devenait une langue vivante dont l’apprentissage allait se renforcer au fil des décennies.
En 1914, lors de l'entrée en guerre de la Turquie dans la Première Guerre mondiale, le Royaume-Uni annexe Chypre et en fait un protectorat, puis, en 1925, malgré le vœu des Grecs de l'île, une colonie. Chypre devient une république indépendante en 1960. Un chargé d'affaires est nommé par la France dès le 16 août 1960, Robert Baudouy, auquel succède le premier ambassadeur de France résident à Chypre.

## Consulats
Outre la section consulaire de l'ambassade à Nicosie, il existe trois consuls honoraires basés à :
- Limassol
- Larnaca
- Paphos

Il faut noter que la partie de l'île non contrôlée par le gouvernement de la république de Chypre et autoproclamée République turque de Chypre du Nord, non reconnue par la communauté internationale, est théoriquement couverte par le consulat de Nicosie, mais sans garantie de protection de ses ressortissants.

### Communauté française
Le nombre de Français établis à Chypre est estimé à 1 500, principalement à Nicosie, mais aussi à Limassol. Au 31 décembre 2016, 1 409 Français sont inscrits sur les registres consulaires à Chypre.
| 2001 | 2002 | 2003 | 2004 |
| ---- | ---- | ---- | ---- |
| 833  | 928  | 946  | 954  |

| 2005 | 2006  | 2007  | 2008  |
| ---- | ----- | ----- | ----- |
| 981  | 1 149 | 1 183 | 1 291 |

| 2009  | 2010  | 2011  | 2012  |
| ----- | ----- | ----- | ----- |
| 1 339 | 1 323 | 1 339 | 1 372 |

| 2013  | 2014  | 2015  | 2016  |
| ----- | ----- | ----- | ----- |
| 1 428 | 1 464 | 1 380 | 1 409 |

| 2017  | 2018  | 2019  | 2020  |
| ----- | ----- | ----- | ----- |
| 1 418 | 1 348 | 1 316 | 1 207 |

### Circonscriptions électorales
Depuis la loi du 22 juillet 2013 réformant la représentation des Français établis hors de France avec la mise en place de conseils consulaires au sein des missions diplomatiques, les ressortissants français de Chypre élisent pour six ans un conseiller consulaire. Ce dernier a trois rôles : 
1. il est un élu de proximité pour les Français de l'étranger ;
2. il appartient à l'une des quinze circonscriptions qui élisent en leur sein les membres de l'Assemblée des Français de l'étranger ;
3. il intègre le collège électoral qui élit les sénateurs représentant les Français établis hors de France.

Pour l'élection à l'Assemblée des Français de l'étranger, Chypre appartenait jusqu'en 2014 à la circonscription électorale d'Athènes, comprenant aussi la Grèce et la Turquie, et désignant trois sièges. Chypre appartient désormais à la circonscription électorale « Europe du Sud » dont le chef-lieu est Rome et qui désigne cinq de ses 21 conseillers consulaires pour siéger parmi les 90 membres de l'Assemblée des Français de l'étranger.
Pour l'élection des députés des Français de l’étranger, Chypre dépend de la 8e circonscription.